# Para dwoista
Para dwoista albo dualna – w algebrze liniowej para modułów nad ustalonym pierścieniem z formą dwuliniową określoną na ich iloczynie kartezjańskim i nazywaną dalej „parowaniem” oznaczanym symbolem {\displaystyle \langle \cdot ,\cdot \rangle ;} „parowaniem” nazywa się również samą konstrukcję pary dwoistej (oraz wynik tej operacji). Para dualna nazywana jest doskonałą, jeżeli jej parowanie jest niezdegenerowane (jeśli powstała para dwoista jest doskonała, to parowanie również nazywa się wtedy doskonałym). Doskonałe pary dualne umożliwiają utożsamienie jednego modułu z modułem dualnym do drugiego, a więc rozpoznanie danego modułu jako dualnego do innego nawet wtedy, gdy nie został on pierwotnie zdefiniowany w ten sposób.
Przestrzeń euklidesową {\displaystyle \mathbb {R} ^{n}} utożsamia się zwykle z jej przestrzenią dualną za pomocą standardowego iloczynu skalarnego; ponieważ jest on dodatnio określoną, a więc niezdegenerowaną formą dwuliniową {\displaystyle \mathbb {R} ^{n}\times \mathbb {R} ^{n}\to \mathbb {R} ,} to parowanie to jest doskonałe. Utożsamienie to przyczyniło się prawdopodobnie do pewnego zastoju rozwoju algebry liniowej, gdyż dostrzeżenie, że przestrzeń dualna może być sama w sobie przedmiotem badań, wymaga pewnej wnikliwości w przypadku przestrzeni euklidesowych, gdzie nie różni się ona niczym od przestrzeni wyjściowej. To, że przestrzeń sprzężona jest obiektem samodzielnym względem oryginalnej przestrzeni zauważono po raz pierwszy w kontekście analizy funkcjonalnej, gdzie bada się zwykle pary doskonałe przestrzeni liniowych nad wspólnym ciałem. Umożliwiają one mianowicie rozpoznanie struktury ważniejszych z punktu widzenia tej dziedziny przestrzeni sprzężonych topologicznie (przestrzeni ciągłych funkcjonałów liniowych nazywanych dalej „przestrzeniami sprzężonymi”), a nie zwykle dużo większych od nich przestrzeni sprzężonych algebraicznie (przestrzeni wszystkich funkcjonałów liniowych nazywanych dalej „przestrzeniami dualnymi”) – przykładowo przestrzenie sprzężone do przestrzeni funkcji ciągłych są przestrzeniami miar, a więc funkcji nieciągłych.

## Przykłady
- W dowolnym module {\displaystyle R^{n}} nad pierścieniem {\displaystyle R} (standardowy) iloczyn skalarny definiuje się podobnie jak w przypadku przestrzeni euklidesowych, tzn. wzorem {\displaystyle \textstyle \langle {\mathsf {x}},{\mathsf {y}}\rangle =\sum _{i=1}^{n}x_{i}y_{i},} gdzie {\displaystyle {\mathsf {r}}=(r_{1},\dots ,r_{n})} jest elementem tego modułu[d]; w szczególności dla {\displaystyle n=1} parowanie realizowane jest przez zwykłe mnożenie.
- W przestrzeni macierzy kwadratowych {\displaystyle \mathrm {M} _{n}(R)} stopnia {\displaystyle n} nad pierścieniem {\displaystyle R} istnieją dwa „naturalne” parowania: {\displaystyle \langle \mathbf {A} ,\mathbf {B} \rangle =\mathrm {tr} (\mathbf {AB} )} oraz {\displaystyle \langle \mathbf {A} ,\mathbf {B} \rangle =\mathrm {tr} \left(\mathbf {AB} ^{\mathrm {T} }\right)}[e]; macierze te można interpretować jako reprezentacje endomorfizmów przestrzeni liniowej (definicję tę można rozszerzyć na endomorfizmy dowolnych przestrzeni). Podobnie można zdefiniować parę dwoistą dla przestrzeni macierzy {\displaystyle \mathrm {M} _{m\times n}(R)} i {\displaystyle \mathrm {M} _{n\times m}(R)} (i odpowiadających im przekształceń liniowych).
- Jeśli {\displaystyle R=\mathbb {Z} \left[{\sqrt {-14}}\right],} a {\displaystyle I=\left(3,1+{\sqrt {-14}}\right)} oraz {\displaystyle J=\left(3,1-{\sqrt {-14}}\right)} są jest ideałami tego pierścienia, to równość {\displaystyle IJ=(3)=3R} umożliwia wskazanie izomorfizmów {\displaystyle I^{\star }\simeq J} oraz {\displaystyle J^{\star }\simeq I} traktowanych jako {\displaystyle R}-moduły, przez co {\displaystyle I} i {\displaystyle J} można uważać za moduły dualne względem siebie; innymi słowy zachodzi parowanie {\displaystyle I\times J\to R} między tymi modułami dane wzorem {\displaystyle \langle {\mathsf {x}},{\mathsf {y}}\rangle ={\mathsf {xy}}/3.}
- Niech {\displaystyle \langle \cdot ,\cdot \rangle \colon \mathbb {R} [\mathrm {X} ]\times \mathbb {R} [\mathrm {X} ]\to \mathbb {R} ,} gdzie {\displaystyle \mathbb {R} [\mathrm {X} ]} jest pierścieniem wielomianów, będzie dane wzorem {\displaystyle \langle \mathrm {f} ,\mathrm {g} \rangle =\mathrm {f} (0)\mathrm {g} (0).} Dla dowolnego {\displaystyle \mathrm {g} } zachodzi {\displaystyle \langle \mathrm {X} ,\mathrm {g} \rangle =0,} choć {\displaystyle \mathrm {X} \neq \mathrm {0} } w {\displaystyle \mathbb {R} [\mathrm {X} ];} ogólniej: {\displaystyle \langle \mathrm {f} ,\mathrm {g} \rangle =0} dla dowolnego {\displaystyle \mathrm {g} ,} o ile {\displaystyle \mathrm {X} |\mathrm {f} .}
- Parowanie {\displaystyle \langle \cdot ,\cdot \rangle \colon M\times M^{\star }\to R} dane wzorem {\displaystyle \langle {\mathsf {m}},\varphi \rangle =\varphi ({\mathsf {m}})} jest standardowym parowaniem między modułem a modułem do niego dualnym.
- W analizie definiuje się dla wykładników sprzężonych {\displaystyle p} i {\displaystyle q} parowanie {\displaystyle \mathrm {L} ^{p}[0,1]\times \mathrm {L} ^{q}[0,1]\to \mathbb {R} } dane wzorem {\displaystyle \textstyle \langle f,g\rangle =\int _{0}^{1}f(x)g(x)\mathrm {d} x,} gdzie {\displaystyle \mathrm {L} ^{p}} oznacza przestrzeń Lebesgue’a.
- W topologii rozważa się parowanie {\displaystyle \Omega ^{1}(X)\times H^{1}(X,\mathbb {R} )\to \mathbb {R} } form różniczkowych i klas kohomologii określonych na rozmaitości {\displaystyle X} zadane jako całkowanie {\displaystyle \textstyle \langle \omega ,\gamma \rangle =\int _{\gamma }\omega ..}
- Istnieje naturalne parowanie {\displaystyle \textstyle \langle \cdot ,\cdot \rangle \colon \Omega _{c}^{k}(X)\times \Omega _{c}^{n-k}(X)\to \mathbb {R} ,} gdzie {\displaystyle \Omega _{c}^{k}(X)} oznacza przestrzeń {\displaystyle k}-form różniczkowych określonych na nośniku zwartym {\displaystyle X} będącym rzeczywistą rozmaitością różniczkową skończonego wymiaru {\displaystyle n,} które ma postać {\displaystyle \textstyle \langle \alpha ,\beta \rangle _{X}=\int _{X}\alpha \wedge \beta .}

## Własności

### Algebra
Jeśli {\displaystyle \mathrm {Bil} _{R}(M,N;R)} oznacza {\displaystyle R}-moduł form dwuliniowych {\displaystyle M\times N\to R,} to moduły {\displaystyle \mathrm {Bil} _{R}(M,N;R),} {\displaystyle \mathrm {Hom} _{R}\left(M,N^{\star }\right),} {\displaystyle \mathrm {Hom} _{R}\left(N,M^{\star }\right)} są izomorficzne.
Niech {\displaystyle \langle \cdot ,\cdot \rangle \colon M\times N\to R} będzie parowaniem między {\displaystyle R}-modułami {\displaystyle M,N.} Może być ono wykorzystane do postrzegania jednego z tych modułów jako „części” modułu dualnego do drugiego: dla każdego {\displaystyle {\mathsf {m}}\in M} wzór {\displaystyle {\mathsf {n}}\mapsto \langle {\mathsf {m}},{\mathsf {n}}\rangle } definiuje funkcjonał na {\displaystyle N,} podobnie dla każdego {\displaystyle {\mathsf {n}}\in N} wzór {\displaystyle {\mathsf {m}}\mapsto \langle {\mathsf {m}},{\mathsf {n}}\rangle } jest funkcjonałem na {\displaystyle M.} Może się zdarzyć, że {\displaystyle \langle {\mathsf {m}},{\mathsf {n}}\rangle =0} dla wszystkich {\displaystyle n} przy {\displaystyle m\neq 0} (zob. czwarty przykład); wynika stąd, że różne elementy {\displaystyle M} zachowują się jak jeden element {\displaystyle N^{\star }.} Jeśli parowanie jest doskonałe, tzn. indukowane przekształcenia liniowe {\displaystyle M\to N^{\star }} i {\displaystyle N\to M^{\star }} są jednocześnie izomorfizmami, to taka sytuacja nie może mieć miejsca – umożliwia to utożsamienie jednego modułu z „pełnym” modułem dualnym do drugiego modułu.
Jeśli {\displaystyle M,N} są skończenie generowanymi modułami wolnymi tej samej rangi, to sprawdzenie doskonałości parowania między nimi wymaga zbadania izomorficzności przekształcenia indukowanego {\displaystyle M\to N^{\star };} przekształcenie {\displaystyle N\to M^{\star }} będzie wówczas izomorfizmem, gdyż jest ono dualne do poprzedniego (zamiast izomorficzności wystarczy zbadać, czy homomorfizm liniowy jest epimorfizmem). W przypadku przestrzeni liniowych tego samego skończonego wymiaru wystarczy sprawdzić różnowartościowość (tj. niezdegenerowanie: {\displaystyle \langle {\mathsf {m}},{\mathsf {n}}\rangle =0} dla wszystkich {\displaystyle {\mathsf {n}},} tylko gdy {\displaystyle {\mathsf {m}}=0} lub równoważnie dla {\displaystyle {\mathsf {m}}\neq 0} istnieje {\displaystyle {\mathsf {n}},} dla którego {\displaystyle \langle {\mathsf {m}},{\mathsf {n}}\rangle \neq 0}), gdyż różnowartościowe przekształcenie liniowe między przestrzeniami liniowymi równego wymiaru jest izomorfizmem.
Parowania w przykładach czwartym, piątym i szóstym nie są doskonałe; parowanie w przykładzie piątym jest doskonałe wtedy i tylko wtedy, gdy przekształcenie naturalne {\displaystyle M\to M^{\star \star }} jest izomorfizmem, tzn. moduł {\displaystyle M} jest refleksywny; parowanie w przykładzie szóstym jest doskonałe, jeśli wykorzystać przestrzeń sprzężoną zamiast dualnej (tzn. przestrzeń ciągłych funkcjonałów liniowych). Powyższa uwaga dotycząca przykładu piątego wynika z ogólnej obserwacji: istnienie parowania doskonałego między {\displaystyle M} a {\displaystyle N} pociąga za sobą izomorficzność przekształcenia naturalnego {\displaystyle M\to M^{\star \star }.} W ten sposób elementami pary doskonałej mogą być wyłącznie moduły refleksywne.

### Analiza
Niech {\displaystyle X,Y} będą przestrzeniami liniowymi (tzn. modułami) nad wspólnym ciałem. Doskonałe parowanie między {\displaystyle X} a {\displaystyle Y} wyznacza na tych przestrzeniach topologie odpowiednio {\displaystyle \tau (X,Y)} oraz {\displaystyle \tau (Y,X),} które składają się odpowiednio z otoczeń
{\displaystyle U_{y}(\varepsilon )={\big \{}x\in X\colon \langle x,y\rangle <\varepsilon {\big \}}_{\begin{smallmatrix}y\in Y\\\varepsilon >0\end{smallmatrix}}\quad {\mbox{ oraz }}\quad V_{x}(\varepsilon )={\big \{}y\in Y\colon \langle x,y\rangle <\varepsilon {\big \}}_{\begin{smallmatrix}x\in X\\\varepsilon >0\end{smallmatrix}}}
oraz ich skończonych przecięć i nieskończonych sum (zob. baza otoczeń); wspomniane topologie czynią z {\displaystyle X} i {\displaystyle Y} lokalnie wypukłe przestrzenie liniowo-topologiczne (sprzężone względem siebie).
W przypadku przestrzeni unormowanej {\displaystyle X} i sprzężonej do niej przestrzeni {\displaystyle X^{*}} topologie {\displaystyle \tau (X,X^{*})} oraz {\displaystyle \tau (X^{*},X)} nazywa się odpowiednio słabą oraz *-słabą. Dowolna przestrzeń Hilberta jest sprzężona względem siebie („samosprzężona”) z iloczynem skalarnym jako parowaniem (doskonałym). Każda przestrzeń lokalnie wypukła (w szczególności przestrzeń unormowana) {\displaystyle X} jest sprzężona do {\displaystyle X^{*}} ze względu na formę dwuliniową {\displaystyle \langle x,x^{*}\rangle \mapsto x^{*}(x),} gdzie {\displaystyle x\in X} oraz {\displaystyle x^{*}\in X^{*},} daną standardowo, czyli jako wartość funkcjonału {\displaystyle x^{*}} dla elementu {\displaystyle x.}